# Chiesa di Santa Maria Assunta (Palanzano)
La chiesa di Santa Maria Assunta, nota anche come pieve di Zibana, è un luogo di culto cattolico dalle forme romaniche situato a Zibana, piccola frazione di Palanzano, in provincia e diocesi di Parma; appartiene al gruppo delle pievi parmensi ed è sede di una parrocchia compresa nella zona pastorale della Montagna.

## Storia
Il luogo di culto, tradizionalmente edificato ai tempi della contessa Matilde di Canossa, fu in realtà probabilmente innalzato già tra il IX e il X secolo; è databile infatti al 1015 il primo documento che menzioni la località di Zibana.
Un'altra testimonianza relativa all'esistenza della chiesa risale al 1230, quando la cappella "de Zubana" dipendeva dalla pieve di San Vincenzo nell'attuale comune di Ramiseto.
Il tempio costituì per tutta l'epoca medievale un frequentato luogo di sosta per i pellegrini, in quanto sorgeva all'incrocio tra la via di Linari, che conduceva all'abbazia sul passo del Lagastrello, e la via del Caio, che valicava il non lontano monte omonimo.
Tra il XVI e il XVII secolo la chiesa fu modificata con l'aggiunta di due cappelle laterali, la leggera sopraelevazione della navata, la ricostruzione dei fianchi e l'innalzamento del campanile e della sagrestia.
Agli inizi del XX secolo la zona absidale fu restaurata con la sostituzione di alcuni conci di pietra.

## Descrizione

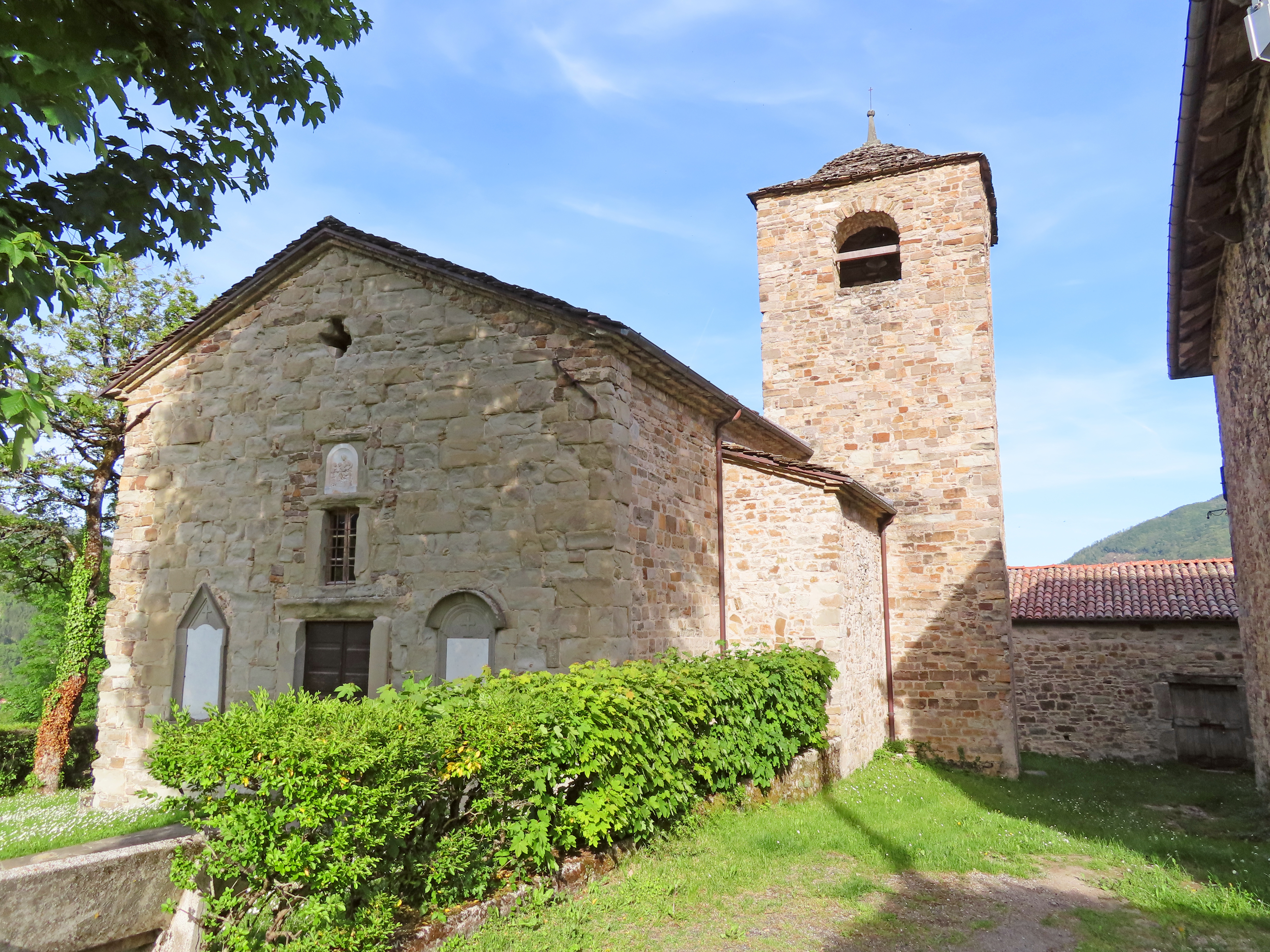
Facciata e lato sud

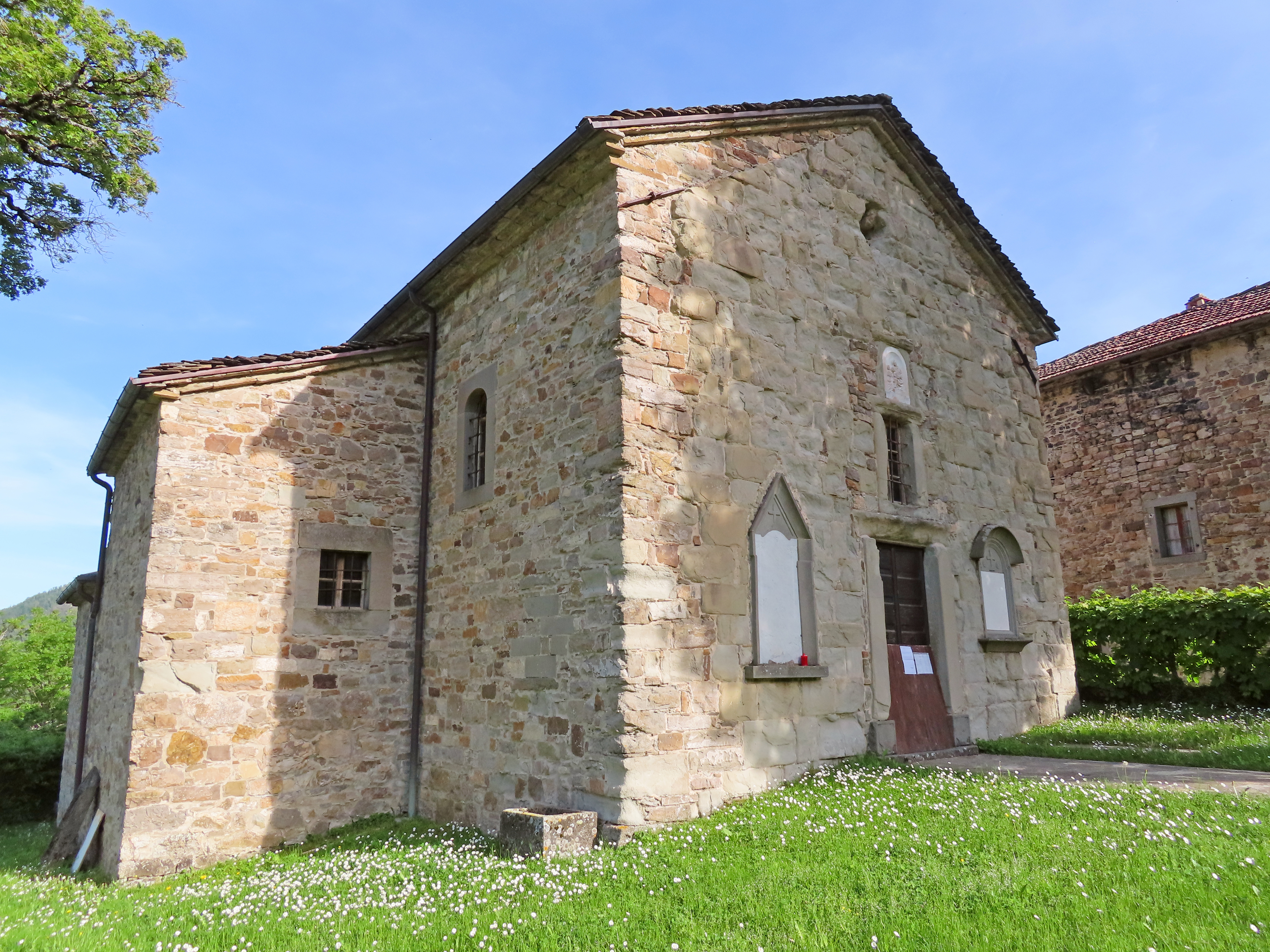
Facciata e lato nord

La piccola chiesa si sviluppa in posizione collinare su un impianto a navata unica affiancata da due cappelle laterali opposte, con ingresso a ovest e presbiterio absidato a est.
L'edificio è completamente rivestito in conci di pietra, di due differenti tipologie corrispondenti alle diverse epoche costruttive del tempio; i blocchi più antichi, di colore grigio-azzurrognolo e di forma e dimensione pressoché regolare, ricoprono l'abside e il prospetto principale nella sua interezza, a eccezione dello spigolo sinistro e della fascia sommitale; le pietre più recenti, di colore grigio-giallastro e di forma e dimensione eterogenea, interessano il resto del prospetto principale, i fianchi, la sagrestia e il campanile. Il tetto a due falde è rivestito in lastre d'ardesia.
La facciata a capanna è caratterizzata dalla presenza del portale d'ingresso centrale, affiancato da due piedritti a sostegno dell'architrave in leggero aggetto; superiormente si apre una finestrella rettangolare con cornice analoga, sovrastata da un piccolo bassorilievo raffigurante una Maestà, aggiunto nel 1681; in sommità è collocata nel mezzo una piccola apertura a forma di croce greca; ai lati dell'accesso sono incastonate due edicole in marmo di Carrara, con cornice in pietra grigia, con andamento a cuspide sulla sinistra e ad arco a tutto sesto sulla destra.

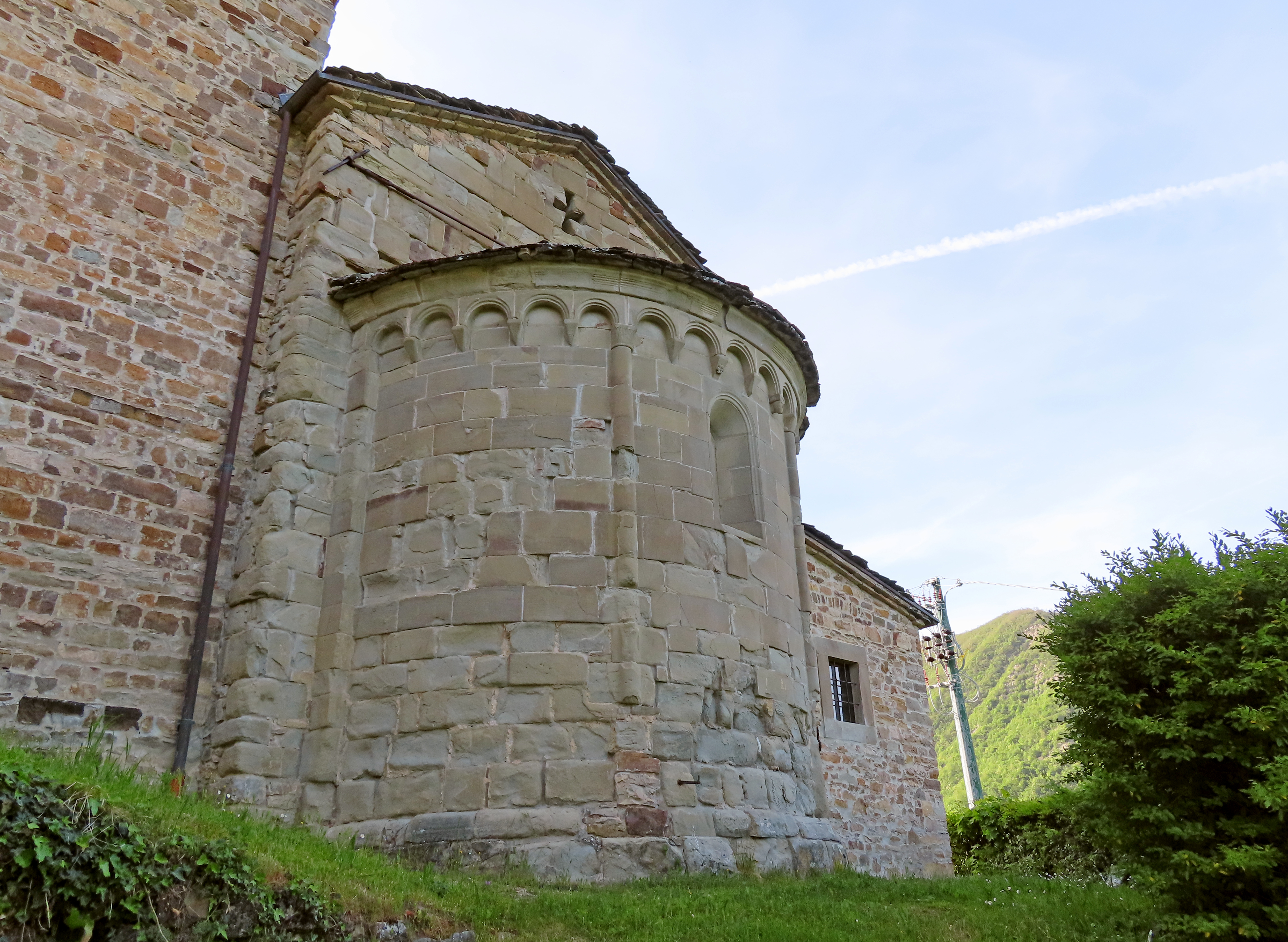
Abside

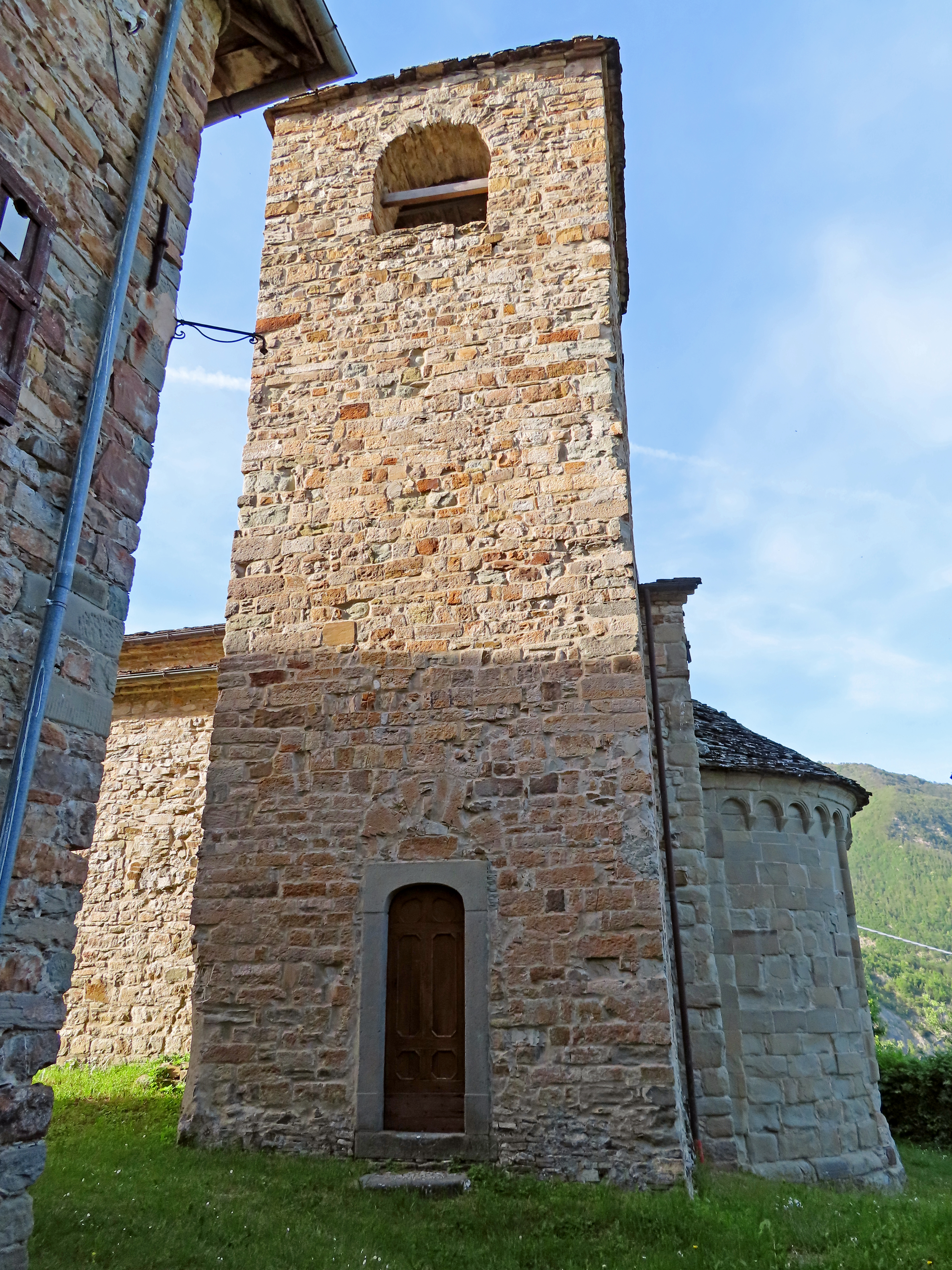
Campanile

Dai fianchi aggettano le due cappelle, una per lato, e, sul fondo, la sagrestia a nord e il massiccio campanile a base quadrata a sud; la cella, contenente due campane risalenti al 1513, si affaccia sui quattro lati con aperture ad arco a tutto sesto.
Sul retro la pregevole abside semicircolare, rivestita in conci regolari di pietra grigia, è scandita verticalmente da due sottili semicolonne, che inquadrano la monofora centrale strombata ad arco a tutto sesto; in sommità aggetta un motivo ad archetti pensili in arenaria retti da mensoline, quattro delle quali sono decorate con altorilievi raffiguranti le teste degli Evangelisti; a coronamento corre un cornicione scanalato.
All'interno la spoglia navata intonacata, coperta da soffitto a capriate lignee, è affiancata da due ampie arcate a tutto sesto affacciate sulle cappelle laterali.
Oltre l'arco del presbiterio si apre la pregevole abside romanica perfettamente integra, rivestita interamente in conci di pietra squadrati come all'esterno.